# 5 Seconds of Summer (album)
5 Seconds of Summer è il primo album in studio del gruppo musicale australiano 5 Seconds of Summer, pubblicato il 27 giugno 2014 dalla Capitol Records.

## Tracce
1. She Looks So Perfect – 3:22 (Ashton Irwin, Michael Clifford, Jake Sinclair)
2. Don't Stop – 2:49 (Calum Hood, Luke Hemmings, Steve Robson, busbee)
3. Good Girls – 3:27 (Ashton Irwin, Michael Clifford, Rick Parkhouse, George Tizzard, Roy Stride, Josh Wilkinson, John Feldmann)
4. Kiss Me Kiss Me – 3:23 (Calum Hood, Luke Hemmings, John Feldmann, Alex Gaskarth)
5. 18 – 3:09 (Luke Hemmings, Michael Clifford, Richard Stannard, Seton Daunt, Ash Howes, Roy Stride)
6. Everything I Didn't Say – 3:00 (Ashton Irwin, Calum Hood, John Feldmann, Nicholas "RAS" Furlong)
7. Beside You – 3:40 (Calum Hood, Luke Hemmings, Christian Lo Russo, Joel Chapman)
8. End Up Here – 3:01 (Ashton Irwin, Michael Clifford, John Feldmann, Alex Gaskarth)
9. Long Way Home – 3:19 (Ashton Irwin, Michael Clifford, John Feldmann, Alex Gaskarth)
10. Heartbreak Girl – 3:18 (Calum Hood, Luke Hemmings, Steve Robson, Lindy Robbins)
11. English Love Affair – 3:00 (Ashton Irwin, Michael Clifford, Rick Parkhouse, George Tizzard, Roy Stride, Josh Wilkinson)
12. Amnesia – 3:57 (Benjamin Madden, Joel Madden, Louis Biancaniello, Michael Biancaniello, Sam Watters)

Tracce bonus nell'edizione deluxe
1. Social Casualty – 3:08 (Luke Hemmings, Michael Clifford, John Feldmann, Nicholas "RAS" Furlong)
2. Never Be – 3:08 (Ashton Irwin, Calum Hood, Luke Hemmings, Michael Clifford, John Feldmann)
3. Voodoo Doll – 3:17 (Ashton Irwin, Calum Hood, Adam Argyle, Fiona Bevan)

Tracce bonus nell'edizione di iTunes
1. Greenlight – 2:45 (Ashton Irwin, Michael Clifford, Steve Robson, James Bourne)
2. She Looks So Perfect (Undercover 5SOS) (Video) – 3:26 (Ashton Irwin, Michael Clifford, Jake Sinclair)
3. Behind the Scenes: Inside 5SOS (Video) – 3:54

Tracce bonus nell'edizione di Google Play
1. She Looks So Perfect (Acoustic Version) – 3:22 (Ashton Irwin, Michael Clifford, Jake Sinclair)

Contenuto bonus nell'edizione giapponese
- CD

1. Heartache on the Big Screen – 3:24 (Ashton Irwin, Michael Clifford, Luke Hemmings, Calum Hood, Dan Lancaster, Mike Duce)
2. The Only Reason – 3:22 (Michael Clifford, Steve Robson, busbee)
3. What I Like About You – 2:33 (Walter Palamarchuk, Michael Skill, James Marinos) – originariamente interpretata dai The Romantics
4. Rejects – 2:49 (Ashton Irwin, Calum Hood, Luke Hemmings, Michael Clifford, John Feldmann)
5. Try Hard – 3:41 (Calum Hood, Luke Hemmings, Richard Stannard, Seton Daunt, Ash Howes, Tom Fletcher)
6. Social Casualty – 3:08 (Luke Hemmings, Michael Clifford, John Feldmann, Nicholas "RAS" Furlong)
7. Never Be – 3:08 (Ashton Irwin, Calum Hood, Luke Hemmings, Michael Clifford, John Feldmann)
8. Voodoo Doll – 3:17 (Ashton Irwin, Calum Hood, Adam Argyle, Fiona Bevan)

- DVD

1. She Looks So Perfect – 3:39 (Ashton Irwin, Michael Clifford, Jake Sinclair)
2. She Looks So Perfect (Behind the Scenes) (Ashton Irwin, Michael Clifford, Jake Sinclair)
3. Don't Stop – 3:38 (Calum Hood, Luke Hemmings, Steve Robson, busbee)

Tracce bonus nell'edizione di Sanity
1. Lost Boy – 3:29 (Calum Hood, Luke Hemmings, Jarrad Rogers, Roy Stride)
2. Amnesia – 3:57 (Benjamin Madden, Joel Madden, Louis Biancaniello, Michael Biancaniello, Sam Watters)
3. English Love Affair – 3:00 (Ashton Irwin, Michael Clifford, George Tizzard, Rick Parkhouse, Josh Wilkinson, Roy Stride)
4. Social Casualty – 3:08 (Luke Hemmings, Michael Clifford, John Feldmann, Nicholas "RAS" Furlong)
5. Never Be – 3:08 (Ashton Irwin, Calum Hood, Luke Hemmings, Michael Clifford, John Feldmann)
6. Voodoo Doll – 3:17 (Ashton Irwin, Calum Hood, Adam Argyle, Fiona Bevan)

Tracce bonus nell'edizione di Target
1. Tomorrow Never Dies – 2:53 (Ashton Irwin, Calum Hood, John Feldmann, Brittany Burton)
2. Independence Day – 3:39 (Ashton Irwin, Calum Hood, John Feldmann, Nicholas "RAS" Furlong)
3. Close as Strangers – 3:21 (Ashton Irwin, Michael Clifford, Roy Stride, Rick Parkhouse, Tizzard)
4. Out of My Limit – 3:18 (Calum Hood, Luke Hemmings)

## Formazione
Crediti tratti dall'edizione standard dell'album.
Gruppo
- Luke Hemmings – chitarra, voce
- Michael Clifford – chitarra, voce
- Calum Hood – basso, voce
- Ashton Irwin – batteria, voce

Altri musicisti
- Jake Sinclair – cori, chitarra e programmazione (traccia 1)
- Luke Potashnick – programmazione (tracce 2 e 10)
- Eddy Thrower – programmazione (traccia 2)
- Josh Wilkinson – programmazione (tracce 2 e 11), voce gang (traccia 11)
- Zakk Cervini – programmazione (tracce 3-6, 8 e 9)
- Colin Brittain – programmazione (tracce 3-6, 8 e 9)
- Tommy English – programmazione (tracce 3-6, 8 e 9)
- Kenny Carkeet – programmazione (tracce 3-6, 8 e 9)
- Ago Teppand – programmazione (tracce 3-6, 8 e 9)
- George Tizzard – tastiera, percussioni e voce gang (traccia 11)
- Rick Parkhouse – voce gang (traccia 11)
- Michael Biancaniello – chitarra aggiuntiva (traccia 12)
- Louis Biancaniello – tastiera (traccia 12)

Produzione
- Jake Sinclair – produzione e ingegneria del suono (traccia 1)
- Eric Valentine – missaggio, produzione aggiuntiva e mastering (traccia 1)
- Cian Riordan – ingegneria del suono (traccia 1)
- Justin Long – assistenza alla registrazione (traccia 1)
- Steve Robson – produzione (tracce 2 e 10), missaggio (traccia 10)
- Chris Lord-Alge – missaggio (traccia 2)
- Sam Miller – ingegneria del suono (traccia 2), missaggio (traccia 10)
- Keith Armstrong – assistenza al missaggio (traccia 2)
- Nik Karpen – assistenza al missaggio (traccia 2)
- Andrew Schubert – ingegneria del suono aggiuntiva (traccia 2)
- Dmitar "Dim-E" Krnjaic – ingegneria del suono aggiuntiva (traccia 2)
- Ted Jensen – mastering (traccia 2)
- John Feldmann – produzione e registrazione (tracce 3-6, 8 e 9), missaggio (tracce 3-9, 11), produzione aggiuntiva (traccia 7 e 11)
- Zakk Cervini – ingegneria del suono, produzione e missaggio aggiuntivi e montaggio (tracce 3-6, 8 e 9)
- Colin Cunningham – ingegneria del suono, produzione e missaggio aggiuntivi e montaggio (tracce 3-6, 8 e 9)
- Tommy English – ingegneria del suono, produzione e missaggio aggiuntivi e montaggio (tracce 3-6, 8 e 9)
- Chris Qualls – assistenza tecnica (tracce 3-6, 8 e 9)
- Brunt Stafford-Clark – mastering (tracce 3-11)
- Joel Chapman – produzione (traccia 7)
- Louis Schoorl – produzione (traccia 7)
- Red Triangle – produzione (traccia 11)
- Louis Biancaniello – produzione e ingegneria del suono (traccia 12)
- Michael Biancaniello – produzione e ingegneria del suono (traccia 12)
- Sam Watters – produzione (traccia 12)
- Courtney Ballard – ingegneria del suono (traccia 12)
- Tom Coyne – mastering (traccia 12)

## Classifiche

### Classifiche settimanali
| Classifica (2014) | Posizione massima |
| ----------------- | ----------------- |
| Australia         | 1                 |
| Austria           | 4                 |
| Belgio (Fiandre)  | 1                 |
| Belgio (Vallonia) | 8                 |
| Canada            | 1                 |
| Corea del Sud     | 47                |
| Danimarca         | 1                 |
| Finlandia         | 4                 |
| Francia           | 4                 |
| Germania          | 6                 |
| Giappone          | 19                |
| Irlanda           | 1                 |
| Italia            | 1                 |
| Norvegia          | 1                 |
| Nuova Zelanda     | 1                 |
| Paesi Bassi       | 1                 |
| Polonia           | 7                 |
| Portogallo        | 1                 |
| Regno Unito       | 2                 |
| Repubblica Ceca   | 7                 |
| Spagna            | 1                 |
| Stati Uniti       | 1                 |
| Svezia            | 2                 |
| Svizzera          | 5                 |
| Ungheria          | 19                |

### Classifiche di fine anno
| Classifica (2014) | Posizione |
| ----------------- | --------- |
| Australia         | 11        |
| Belgio (Fiandre)  | 56        |
| Belgio (Vallonia) | 178       |
| Canada            | 36        |
| Francia           | 143       |
| Regno Unito       | 29        |
| Stati Uniti       | 27        |
| Svezia            | 51        |